# Klas Horn (kanonbåt, 1892)
Klas Horn (tidigare Posadnik), flaggskepp och före detta eskortskepp för tsarens jakt. Fartyget var byggt i Preussen år 1892 för den montenegrinske kungen Nikolai I. Dennes pengar tog dock slut och den ryske tsaren övertog fartyget. I finländsk tjänst var hon ursprungligen ett minfartyg, men byggdes senare om till kanonbåt på 1920-talet. Klas Horn var i den finska flottan fram tills 1930-talet. Därefter fungerade hon som moderskepp för sjömätningen.
Klas Horn var en egendomlig blandning av örlogsfartyg och civilt fartyg. Fören såg ut som ett örlogsfartyg, men eftersom hon fungerat som eskortskepp för tsaren var hennes överbyggnader låga och graciösa.
Den stora 102 mm kanonen som installerades av finländarna visade sig vara för stort för fartyget. Vid gång till havs var man tvungen att surra kanonen för att inte tyngden skulle göra fartyget instabilt. I övrigt var inte sjöegenskaperna bra, dessutom började fartygets ålder ta ut sin rätt på skrovet.
Klas Horn återvände till flottan år 1941 och tjänade fram till 1957. Fartyget ändrades därefter om till ett flytande hotell och restaurang. Hon brann 1963 och skrotades året därpå.
Klas Horn var namngiven efter 1500-talsamiralen Klas Horn.